# Avril 2009 en France
Chronologie de la France
- 2005
- 2006
- 2007
- 2008
- 2009
- 2010
- 2011
- 2012
- 2013

Janvier - Février - Mars - Avril - Mai - Juin - Juillet - Août - Septembre - Octobre - Novembre - Décembre 2009
2007 - 2008 - 2009 dans les DOM-TOM français - 2010 - 2011
2007 par pays en Europe - 2008 par pays en Europe - 2009 par pays en Europe - 2010 par pays en Europe - 2011 par pays en Europe 

## Chronologie

### Mercredi1eravril 2009
Politique
- Une des mesures phare du Grenelle de l'environnement, l'écoprêt à taux zéro, se concrétise. Les banques sont autorisées à distribuer ces prêts destinés à la rénovation thermique « lourde » des logements des particuliers. Tous les particuliers propriétaires peuvent bénéficier de ce prêts sans intérêts, « sans conditions de ressources », pour financer des travaux d'isolation et de rénovation thermique dans leur logement ou celui qu'ils louent à quelqu'un d'autre, à condition qu'il constitue une résidence principale et qu'il ait été construit avant le 1er janvier 1990.

Économie
- Le constructeur d'engins de manutention, Manitou, annonce la suppression de 650 emplois dans le monde. Son bénéfice net 2008 a fortement reculé et l'entreprise anticipe un recul de 40 % de son chiffre d'affaires en 2009.

Affaires diverses
- Décès de Jacques Maillet (95 ans), compagnon de la Libération et grand industriel qui dirigea notamment la Compagnie internationale pour l'informatique(CII).
- Des gendarmes ont découvert entre près de 10 tonnes d'armes et d'explosifs chez un ancien militaire habitant au Petit-Abergement (département de l'Ain), comprenant « des armes, des munitions, des mines, en quantité astronomique partout dans la maison : dans les pièces à vivre, dans la cave, et jusque dans les chambres des enfants ». Selon le procureur, les armes étaient « de collection » mais aussi « de vraies armes de guerre ».

### Jeudi2 avril 2009
Politique
- Le premier ministre François Fillon est au Congrès de la FNSEA.
- Parlement[1]. :
  - Les députés adoptent l'article 2 du projet de loi Création et Internet, qui prévoit des sanctions pouvant aller jusqu'à la suspension de l'abonnement en cas de téléchargement illégal, après deux mises en garde. Ce très long article, au cœur du texte, institue le fameux mécanisme de « riposte graduée » face aux internautes qui téléchargent illégalement de la musique ou des films. Seulement une quinzaine de députés était présents. Le député UMP, Lionel Tardy, chef d'entreprise dans le secteur informatique, a voté contre un texte selon lui « inapplicable », « facilement contournable » et « qui va coûter cher ». Le texte avait déjà été adopté par le Sénat fin octobre à la quasi-unanimité.
  - Les députés ont raccourci à quatre mois, avec des dérogations possibles, le délai entre la sortie d'un film en salle et sa sortie en DVD, contre six à 18 mois actuellement, pour tenter de lutter contre le téléchargement illégal.
  - Alors que les eurodéputés ont considéré que « garantir l'accès à tous les citoyens à internet équivaut à garantir l'accès de tous les citoyens à l'éducation » en adoptant un rapport sur « la sécurité et les libertés sur internet », la ministre de la Culture, Christine Albanel a exprimé son désaccord en repoussant un amendement des députés dans ce sens.
- L'organisation Amnesty International dans un rapport de 60 pages demande par l'une de ses propositions, la création d'une commission indépendante chargée des plaintes contre la police. Cet organe pourrait ainsi enregistrer les plaintes déposées et disposer des pouvoirs et des moyens nécessaires pour enquêter sur les allégations de violations des droits humains commises par des agents de la force publique. Selon l'organisation, les forces de l'ordre bénéficient d'une certaine impunité : « Ni le système pénal, ni les dispositifs d'inspection internes de la police, ni la Commission nationale de la déontologie de la sécurité (CNDS) ne répondent totalement aux exigences des normes et du droit internationaux relatifs à l'obligation de mener des enquêtes impartiales, indépendantes et effectives dans les plus brefs délais ». La grande majorité des plaintes dont l'ONG a eu connaissance concerne des ressortissants étrangers ou des Français appartenant à une minorité dite « visible » : « Cette tendance a aussi été constatée avec préoccupation par les organes de défense des droits humains des Nations unies et par la CNDS, et fait craindre l'existence d'un racisme institutionnalisé au sein des organes chargés de l'application des lois en France ».

Économie
- Le 46e MIPTV, l'un des plus grands marchés de programmes audiovisuels du monde a accueilli cette année 11 500 participants — producteurs de contenus de divertissement, distributeurs, professionnels des médias numériques et de la publicité, représentant 4 000 sociétés de 105 pays — soit une baisse de 14 % par rapport à l'édition de 2008. De son côté, le MIPDOC, marché des documentaires, a vu sa fréquentation diminuer de 9 %.

Affaires diverses
- De brèves échauffourées ont opposé à Strasbourg plusieurs centaines de militants anti-Otan et la police, qui a empêché des manifestants de se diriger vers le centre-ville. Quelque trois cents manifestants ont été interpellés. Certains d'entre eux étaient armés de piquets de bois, et d'importants dégâts de mobilier urbain sont à déplorer, mais les heurts n'ont fait aucun blessé.

### Vendredi3 avril 2009
Politique
- Ouverture du sommet de l'OTAN Strasbourg-Kehl 2009
- Le ministre de l'Éducation, Xavier Darcos et la ministre de l'Intérieur, Michèle Alliot-Marie, annoncent leur intention de développer les caméras de surveillance dans les établissements pour lutter contre la violence en milieu scolaire : « Les rectorats ont identifié à ce jour 120 établissements particulièrement concernés par des phénomènes d'intrusion, sur lesquels nous allons cibler notre action [...] phénomène récent de violence importée, qui dans 15 % des cas est le fait de personnes totalement extérieures à l'établissement ».

Affaires diverses
- Sortie de la nouvelle Nintendo DSi
- Trois ex-cadres de la DCN à Cherbourg sont mis en examen pour l'explosion accidentelle de « la Fidèle », un navire de la Marine nationale qui avait fait 5 morts et 17 blessés le 30 avril 1997 au large du port de Cherbourg. Ils sont poursuivis pour « homicides involontaires » et « blessures involontaires ». Le navire de transport de 43 mètres, avait explosé alors qu'il transportait plus de 1 400 grenades sous-marines périmées appartenant à la DCN et qui devaient être détruites en mer par explosion.
- Nouveaux incidents dans le sud de Strasbourg entre plusieurs centaines de manifestants anticapitalistes et la police.
- Les douaniers du port de Cherbourg découvrent 4,32 tonnes de cigarettes de contrebande, dans un camion frigorifique transportant des légumes et s'apprêtant à embarquer pour l'Irlande.

### Samedi4 avril 2009
Politique
- Alsace : Sommet de l'OTAN Strasbourg-Kehl 2009.
  - En marge du sommet, la police a repoussé plusieurs centaines de militants anti-Otan, dont beaucoup d'Italiens, qui tentaient de s'approcher du centre de Strasbourg où se tient le sommet de l'Alliance atlantique. Une dizaine de plongeurs de Greenpeace en combinaison en néoprène, ont été interpellés par les services de police fluviale français et allemands sur les rives du Rhin.
  - Dans l'après-midi, une manifestation a rassemblé de 10 à 30 000 personnes le long des quais du Rhin.
- L'ex-candidate socialiste à la présidentielle, Ségolène Royal, intervenant dans Le Journal du dimanche sur les séquestrations de patrons d'entreprises ayant recours aux plans sociaux déclare : « Ce n'est pas agréable d'être retenu, et c'est illégal de priver quelqu'un de sa liberté de mouvement [...mais] les salariés doivent forcer le barrage de l'injustice absolue » notamment pour médiatiser les plans sociaux les concernant. Selon le secrétaire général de l'UMP, Xavier Bertrand : « Ces propos sont tout simplement inadmissibles, la surenchère de Mme Royal n'a plus de limites [...] Une ex-candidate à la fonction suprême qui se contente de dire qu'il n'est pas agréable d'être retenu en parlant des séquestrations et qui d'une certaine façon comprend le  fait d'être hors-la-loi et la violence faite aux personnes, c'est tout simplement insupportable [...] Elle préfère mettre de l'huile sur le feu à un moment où on a besoin que le pacte social se renforce, où il faut faire sa place au dialogue social [...] La séquestration, ce n'est tout simplement pas possible d'une façon ou d'une autre de la légitimer [...] Les réactions de salariés qui perçoivent des décisions comme violentes ça ne légitime en rien la violence, la violence n'a jamais rien réglé ».
- L'historien socialiste Max Gallo estime que : « En élisant Sarkozy, le peuple français a fait la preuve qu'il n'est pas un peuple xénophobe. C'est aussi important qu'Obama [...] Je suis choqué quand j'entends dire que la République est en danger et que les libertés sont atteintes [...]' Je ne crois pas qu'il y ait du Bonaparte chez Sarkozy, qui appartient aux républicains d'autorité dans la tradition de Gambetta, Clemenceau, Mandel, Mendès France et de Gaulle ».

Affaires diverses
- Journée nationale de l'autisme.
- Entrée en vigueur, pour les jeunes de moins de 26 ans de l'Union européenne et les enseignants français, de la gratuité dans une cinquantaine de musées et dans une centaine de monuments nationaux.
- Prix littéraires : La 18e journée du livre politique a récompensé  de son prix la journaliste Michèle Cotta pour le tome 2 de ses « Cahiers secrets de la Ve République, 1977-1986 ». Le Prix des députés est allé à la journaliste Raphaëlle Bacqué pour son ouvrage « L'enfer de Matignon ».
- Rhône-Alpes : Plus d'un millier de personnes, dont beaucoup de sportifs de haut niveau, ont manifesté à Sallanches (Haute-Savoie) devant l'entreprise Dynastar, dernière usine de production de skis en France, dont 90 postes sur 272 sont menacés par un plan social.
- Corse : Près de 2 000 personnes manifestent à Bastia (Haute-Corse) à l'appel d'organisations nationalistes corses pour protester contre les « violences policières » exercées pour réprimer la manifestation de lundi dernier dans la même ville en soutien à Yvan Colonna, au cours de laquelle un jeune collégien a été grièvement blessé par un tir de grenade lacrymogène et admis dans le coma à l'hôpital de Bastia. Quelque 70 membres des forces de l'ordre ont été touchés par différents projectiles lancés par les manifestants. Huit CRS ont été hospitalisés dont trois dans un état grave.
- La chaîne cryptée Canal+ est mise en examen dans le cadre de l'enquête sur l'espionnage de certains de ses cadres, dont Bruno Gaccio, l'ancien chef de file des « Guignols » et Michel Rocher, ancien directeur technique de Studio Canal.

### Dimanche5 avril 2009
Politique
- L'ancien premier ministre socialiste Lionel Jospin relève de « très graves impasses » dans les résultats du G20 qui s'est tenu jeudi à Londres : « Il y a dans ce G20 des aspects positifs, mais il y a aussi des pas en avant insuffisants et de très graves impasses [...] On n'a absolument pas traité d'une question essentielle qui est le déséquilibre majeur, insensé, entre la sphère financière — la spéculation — et la sphère productive, c'est-à-dire l'échange de biens et services [...] On a fait impasse sur la question des fluctuations des monnaies [... sur] la question des besoins immenses des pays en développement [... et le fait de] ne pas avoir posé le problème de la répartition des fruits de la croissance [...] entre le profit, entre le capital et entre le travail [...] On ne s'intéresse qu'aux fonds spéculatifs systémiques — qui pourraient mettre en cause le système — et pas à la spéculation de tous les jours ».

Affaires diverses
- Des incidents entre bandes de « jeunes » dégénèrent en bagarres généralisées à la Foire du Trône à Paris. Cinq policiers, dont une femme gardien de la paix, sont blessés. Un responsable du syndicat Alliance estime qu'il existe un lien avec la mort d'un policier, le 9 avril 2007, à cette même Foire du Trône[2]. 10 personnes ont pu être arrêtées.
- Le Kényan Vincent Kipruto (21 ans), remporte la 33e édition du marathon de Paris, en battant le record de l'épreuve en 2 h 05 min 47 s, deuxième, l'Éthiopien Bazu Worku à 46 secondes, troisième, le Kényan David Kyeng à 11 secondes. Du côté des femmes, l'Éthiopienne Atsede Bayisa (22 ans) a gagné devant sa compatriote Aselefech Mergia et la Française Christelle Daunay.
- En marge du sommet de l'Otan à Strasbourg, 8 policiers ont été blessés. Quelques manifestants ont aussi été blessés. La grande manifestation anti-Otan samedi à Strasbourg a fait un total de 49 blessés légers, dont 15 parmi les forces de l'ordre et les pompiers, et un journaliste.
- Festival du film policier à Beaune. Le grand prix a été décerné à « Dans la brume électrique » (in the electric mist) de Bertrand Tavernier par un jury présidé par le cinéaste Claude Chabrol[3].
- La Tour Eiffel a accueilli 6,93 millions de visiteurs en 2008, dont 75 % d'étrangers.
- Première mondiale : des chirurgiens français ont réalisé une greffe d'une partie du visage et des deux mains à l'hôpital Henri-Mondor de Créteil. Le patient est un homme de 30 ans gravement brûlé à la suite d'un accident en 2004. L'intervention, qui mobilisé quarante personnes, a duré près de trente heures. Il s'agit de la sixième greffe de la face dans le monde (quatrième en France), mais de la première greffe simultanée du visage et des mains chez un même patient.

### Lundi6 avril 2009
Politique
- Les marins pêcheurs bloquent les ports de Marseille, La Ciotat, Ajaccio et Bastia pour protester contre un projet de règlement européen réformant la pêche artisanale.
- Île-de-France : Le PDG de Réseau ferré de France (RFF), Hubert du Mesnil, estime qu'« il faut arrêter d'augmenter le nombre de trains » en Île-de-France, « tant que le réseau n'est pas remis à niveau ». Selon lui, il y a « une cinquantaine » de points à traiter en priorité en région parisienne, où le réseau est « mal dimensionné et sous-équipé », faute d'avoir anticipé l'explosion de la demande.
- Une polémique se développe sur les propos tenus par Ségolène Royal qui a affirmé, à propos des séquestrations de dirigeants, qu'elles permettaient parfois à des salariés « fragilisés, piétinés et méprisés » de se faire entendre, prenant soin toutefois de souligner leur « caractère illégal ». L'euro-député socialiste Vincent Peillon explique que les salariés sont poussés à la radicalisation pour que l'on s'intéresse à eux.

Économie
- Quelque 135 000 personnes se sont inscrites au régime de l'auto-entrepreneur à la fin du premier trimestre, selon le secrétaire d'État chargé des PME, Hervé Novelli, alors que le gouvernement tablait initialement sur l'inscription de 200 000 auto-entrepreneurs pour l'année 2009.

Affaires diverses
- Corse : La polémique se développe sur la façon dont un adolescent de 14 ans aurait été grièvement blessé à Bastia, au cours d'une manifestation de soutien à Yvan Colonna, lundi 30 mars. Les gendarmes mobiles auraient effectué des tirs tendus de grenades lacrymogènes ce qui est confirmé par plusieurs témoins, pour lesquels il aurait été touché de plein fouet, à une distance très courte, par un tir tendu de projectile. Le jeune  adolescent a été plongé dans le coma pendant trois jours, la mâchoire fracturée en plusieurs endroits. Son état serait désormais stable et le pronostic vital ne serait plus engagé.
- Rhône-Alpes : 300 kilogrammes de produits explosifs — du nitrate d'ammonium et de la poudre d'aluminium entrant dans la fabrication d'engins explosifs artisanaux d'ETA  — ont été retrouvés dans un garage d'un immeuble du centre de Grenoble. Le propriétaire du box, sans nouvelles de son locataire depuis décembre 2008, est entré dans le garage et a découvert les substances.
- Île-de-France : Démantèlement d'une bande organisée de 18 escrocs « à l'encart publicitaire »[4].
- Les caisses d'allocations familiales commencent à verser la prime de solidarité active de 200 euros à 4,1 millions de foyers modestes. Cette prime exceptionnelle est versée automatiquement aux allocataires du RMI, des aides au logement et de l'allocation parent isolé (API).
- 35 millions de Français sont connectés à Internet. En février, les Français ont passé un total de 932 millions d'heures sur Internet, soit environ 27 heures par mois et par personne. Parmi leurs activités favorites : la messagerie instantanée (14,3 % du temps), le divertissement (8,6 %), le courrier électronique (8,2 %) et les réseaux sociaux (5,7 %). Parmi les sites les plus consultés : Google (28,7 millions de visites "uniques"), [...], Facebook (13,7 millions), Lagardère (13,6 millions) et Wikipédia (13,5 millions).

### Mardi7 avril 2009
Politique
- Plusieurs organisations étudiantes et de l'enseignement supérieur ont lancé des appels à la poursuite du mouvement contre les réformes dans l'éducation alors que le mouvement entre dans sa dixième semaine. La coordination nationale des universités, appelle à une nouvelle journée de manifestation mercredi 8 avril. Celle-ci sera suivie par d'autres journées de mobilisation au niveau national, les 28 avril et 1er mai. Pour la coordination, il ne peut  y avoir de « reprise des cours » dans les facultés « sans le retrait des réformes contestées ».

Économie
- Selon les Notaires de France, les prix des logements anciens ont baissé de 2,8 % au quatrième trimestre 2008 par rapport au trimestre correspondant de 2007, alors que le nombre des transactions sur l'ancien a chuté de 17 % sur l'ensemble de l'année. Les ventes de logements neufs ont baissé de 37,63 %.
- L'État français est devenu le premier actionnaire de BNP Paribas après une augmentation de capital souscrite par la Société de prise de participation de l'État qui détient désormais 17,03 % du capital de la banque française, soit plus de 187 millions d'actions de préférence sans droit de vote pour un montant de 5,1 milliards d'euros.

Affaires diverses
- Selon Le Parisien, le Groupe des industries métallurgiques de la région parisienne (GIM), la branche francilienne de l'Union des industries et métiers de la métallurgie (UIMM), disposait jusqu'à novembre 2008 d'un discret compte en Suisse et possède par ailleurs une caisse occulte de plus de cent millions d'euros. Le GIM représente plus de deux mille sept cents entreprises d'Ile-de-France, dont des grands groupes comme Renault, PSA ou Dassault.
- Des coups de feu ont été tirés vers 23H25 par un ou deux individus casqués sur un deux-roues sur la façade de la gendarmerie de Bonifacio (Corse-du-Sud) sans faire de blessé. Un mitraillage avait déjà été fait contre cette gendarmerie le 18 juillet 2008.
- La gendarmerie démantèle un gang de casseurs à la voiture bélier qui opéraient dans le Var et les Bouches-du-Rhône. 18 personnes sont interpellées. Parmi leurs nombreux méfaits, ils sont responsables d'une fusillade contre des policiers de Saint-Cyr (Var) fin 2008.

### Mercredi8 avril 2009
Politique
- Nouvelle mouture du projet de loi Hadopi à la suite d'un accord entre députés et sénateurs, avec l'institution d'une mécanisme de riposte « graduée »[5], alors que le député UMP Christian Vanneste, qui était rapporteur du projet de loi sur le droit d'auteur DADVSI dont l'adoption avait suscité une polémique en 2005, estime que cette loi est « triplement inutile et stupide », car « elle ne prend pas en compte l'évolution des techniques et pratiques [...] La loi n'est pas encore votée qu'elle a été dépassée, contournée, ridiculisée ! »[6].
- Le Conseil d’État ordonne au Conseil supérieur de l’audiovisuel (CSA) de prendre en compte le temps de parole du président de la République à la radio et à la télévision, pour garantir le pluralisme des opinions. Elle exprime aussi une évidence que refusait d’admettre le CSA : le chef de l'État est à la fois au-dessus des partis et acteur politique majeur[7].
- La ministre de l'Enseignement supérieur, Valérie Pécresse, estime que « l'année universitaire sera menacée » si les cours de reprennent pas après les vacances de Pâques et l'image des universités, leur rayonnement, leur attractivité, sera alors touchée[8].
- Selon le ministère de l'Éducation nationale, avec le début de la déréglementation de la carte scolaire, trois-quarts des 243 collèges des zones difficiles ont perdu des élèves; mais d'autres en ont gagné. 9,3 % des élèves entrants en 6e et 9,1 % des entrants en seconde ont demandé à bénéficier de leur « liberté de choix » à la dernière rentrée, mais l'émulation escomptée entre établissements n'a pas eu lieu et certains peinent à garder la tête hors de l'eau[9].

Économie
- La Caisse des dépôts et des consignations (CDC) annonce une perte nette de 1,5 milliard d'euros en 2008, la première de son histoire, en raison de « moins-values sur son portefeuille de participations » liées à l'effondrement des marchés financiers et en partie à sa participation dans Dexia.
- Le déficit commercial de février se creuse à 4,107 milliards d'euros, après 3,714 milliards CVS en janvier. Sur les douze derniers mois, le déficit cumulé s'établit à 56,337 milliards d'euros.
- La RATP confirme une commande de 30 trains à Alstom et Bombardier pour 917 millions d'euros, destinés à circuler sur la ligne A du RER, première étape d'un marché qui pourrait à terme atteindre 2,5 milliards.
- Le groupe Orpea — 25 000 lits en maisons de retraites et cliniques — annonce une hausse de son résultat net 2008 (48,4 millions €, +17,5 %) et de son chiffre d'affaires (702,3 millions €, +29,0 %).

Affaires diverses
- Un policier, membre du Service régional de la police des transports (SRPT), est mis en cause par l'Inspection générale des services (IGS), après la diffusion sur Internet d'une vidéo montrant l'agression par des jeunes d'un passager dans un bus de la RATP[10].

### Jeudi9 avril 2009
Politique
- Rejet surprise de la loi HADOPI, par 21 contre 15, sanctionnant le piratage des œuvres sur internet du fait d'un important absentéisme des députés de droite lors du vote, d'une plus forte mobilisation surprise de la gauche. De plus deux députés de la majorité, qui  protestaient notamment contre le durcissement du texte en commission mixte paritaire sous la pression du Sénat, ont voté contre avec l'opposition. La CMP avait rétabli une disposition, qualifiée de « double peine », prévoyant que les internautes sanctionnés pour téléchargement illégal, après deux avertissements, continuent de payer leur abonnement, même une fois leur connexion suspendue de deux mois à un an.

Économie
- Le groupe de construction navale Bénéteau, leader mondial de la plaisance à voile, qui doit faire face à « un repli de l'ordre de 50 % » du marché mondial de la plaisance, annonce un plan social — appelé « projet d'adaptation » à la crise — menaçant quelque 600 emplois, pour l'essentiel en Vendée. Le groupe estime son sureffectif actuel dans le domaine de la plaisance à 1 590 postes.

Affaires diverses
- Un tribunal américain a donné son accord à l'extradition de l'ex-dictateur panaméen Manuel Noriega (75 ans) vers la France, où il est poursuivi pour blanchiment d'argent et où il a été condamné par contumace en 1999 à dix ans de prison. L'ancien dictateur a fini de purger une peine de prison de dix-sept ans aux États-Unis pour trafic de drogue. Capturé par l'armée américaine lors de l'invasion du Panama en 1990, il avait été condamné en 1992 à 40 ans de prison, puis réduite à 17 ans pour bonne conduite.
- Une bande d'une dizaine de trafiquants de drogue est démantelée par la police à Argenteuil. 1,230 tonne de résine de cannabis marocain a été saisie dans un camion. Leur trafic alimentait plusieurs cités de la banlieue parisienne.

### Vendredi10 avril 2009
Politique
- L'État va financer le Fonds d'investissement social (Fiso) destiné à financer la formation et la reconversion professionnelles pendant la crise à hauteur de 1,5 milliard d'euros, en grande partie hors loi de finance initiale. Les partenaires sociaux devraient mobiliser « les fonds dont ils disposent dans des proportions équivalentes pour soutenir les politiques d'emploi et de formation professionnelle ».
- Le ministère de l'immigration répartit l'aide juridique aux migrants entre six associations : la Cimade, qui intervenait seule jusqu'alors, l'Association service social familial migrants (Assfam), Forum réfugiés, France Terre d'asile, l'Ordre de Malte et le Collectif respect.
- La secrétaire d'État à la Famille, Nadine Morano, déclare : « Je suis favorable à la légalisation de la gestation pour autrui, très encadrée, dans une démarche altruiste et non marchande [...] Pourquoi ne pas permettre la gestation pour autrui, par générosité, alors qu'on peut donner un rein ? Une solution doit être apportée à la stérilité utérine [...] La psychologie de l'enfant dépend d'abord de l'amour qui est lui porté. Alors ne voyons pas de problèmes psychologiques là où il n'y en a pas [...] De nombreuses études, notamment en Grande-Bretagne où la pratique est autorisée, montrent qu'il n'y a aucun impact particulier sur la psychologie de l'enfant ».
- Parution du décret instaurant un label de « librairie indépendante de référence » ouvrant droit à des aides et exonérations fiscales, sur le modèle des cinémas d'art et d'essai. La création de ce label avait été annoncée en mars 2008 par la ministre de la Culture, Christine Albanel, pour soutenir le réseau français de quelque 3 000 librairies indépendantes, dont le nombre est en diminution, notamment en province, en raison de leur très faible rentabilité[11].

Affaires diverses
- Décès du linguiste, essayiste, et universitaire, Henri Meschonnic (76 ans). Agrégé de lettres classiques, il est l'auteur de nombreux recueils de poésies, d'ouvrages de linguistique, d'une quarantaine d'essais et de nombreuses traductions[12].
- Deux hauts responsables de la sécurité du groupe EDF sont relevés de leurs fonctions  à titre « provisoire » et par « mesure de précaution » dans le cadre de l'enquête judiciaire pour espionnage de l'association écologiste Greenpeace à la suite des révélations du journal Le Canard enchaîné dans son édition du 8 avril, sur l'existence d'un contrat visant à faire espionner en 2006 le porte-parole de l'association Sortir du nucléaire, Stéphane Lhomme, via une société basée en Suisse[13].

### Samedi11 avril 2009
Politique
- Le ministère de l'Intérieur annonce que le nombre d'infractions au code de la route constatées a légèrement augmenté en 2008 à plus de 5,9 millions, soit une hausse de 1 % par rapport à 2007 (l'augmentation avait été de 31 % entre 2006 et 2007). Cependant moins de points ont été retirés sur les permis de conduire, le nombre de grosses infractions ayant reculé, on note une légère baisse de 0,5 % du nombre de points retirés (contre une hausse de 29 % entre 2006 et 2007). Les conducteurs sans points sur leur permis représentent 0,3 % du total des détenteurs du permis (25 millions) et 80 % des conducteurs français sont actuellement en possession de tous leurs points de permis. Depuis l'entrée en vigueur du permis à points le nombre de morts sur les routes a baissé de 45 % par rapport à 2002.

Affaires diverses
- Selon Michelle Merli, déléguée à la Sécurité routière, les quatre premiers radar flashant les véhicules feux rouges grillant les feux rouges vont être installés d'ici l'été et 150 autres seront installés dans les mois suivants. L'amende sera de 135 € auxquels s'ajoutera la perte de 4 points. « Le feu orange pourrait bientôt clignoter en même temps que le vert quelques secondes avant que le rouge n'apparaisse ».
- Mort de René Monory (85 ans), plusieurs fois ministre puis président du Sénat de 1992 à 1998, et un des fondateurs du Futuroscope de Poitiers.
- L'ancien maire de Vence, Christian Iacono (74 ans), est condamné à 9 ans de prison par la cour d'assises des Alpes-Maritimes pour viol et agressions sexuelles sur son petit-fils. Les faits pour lesquels le maire de Vence a été condamné se sont déroulés entre 1996 et 1998, alors que l'enfant avait entre 5 et 8 ans[14].

### Dimanche12 avril 2009
Affaires diverses
- Course cycliste Paris-Roubaix remportée par Tom Boonen. Une moto de l'organisation de la course percute la foule blessant 16 spectateurs, dont 3 gravement, à hauteur d'Orchies.

### Mardi14 avril 2009
Politique
- Le sénateur ex-socialiste, Jean-Luc Mélenchon, du front de gauche, estime : « Le vote socialiste cette fois-ci, je le dis ayant été membre de ce parti pendant des années, c'est pas le vote de gauche utile, c'est le vote inutile [...] Si vous votez socialistes, vous votez pour tous les sociaux-démocrates d'Europe qui gouvernent avec la droite, vous votez pour le Traité de Lisbonne, ça ne sert à rien de voter pour eux [...] Si le rapport de force à l'issue des européennes, c'est que le front de gauche est très avancé électoralement, tout le monde va être obligé d'en tenir compte, le Parti socialiste et le NPA [...] Si le front de gauche est en tête, c'est terminé pour le PS de s'imaginer des alliances possibles avec le centre. Si le front de gauche est bien avancé, c'est fini pour les socialistes de se figurer que tout le reste de la gauche est "bagage accompagné" ».
- Le président du Front national, Jean-Marie Le Pen, dénonce dans un courrier au Conseil supérieur de l'audiovisuel (CSA) la « sous-représentation » dont souffre selon lui son parti dans les médias audiovisuels[15].
- Selon les services de la Commission européenne, le blocage des ports de Boulogne-sur-Mer et de Calais est un problème français, car les quotas de pêche sont négociés tous les ans sur la base de propositions de la Commission mais ce sont les ministres de chaque pays qui décident. Il n'est pas possible de revenir sur les attributions de quotas une fois que les décisions sont prises. Il faut que les pêcheurs fassent pression avant que le ministre n'accepte les quotas négociés.

Affaires diverses
- Mort de l'écrivain et académicien, Maurice Druon, né le 23 avril 1918.

### Mercredi15 avril 2009
Affaires diverses
- Entrée en vigueur des nouvelles plaques d'immatriculation pour les véhicules neufs attribuées à vie pour chaque véhicule. Le numéro attribué est du type AA-123-AA. Un numéro de département au choix est indiqué sur le bandeau bleu à droite ainsi que le logo de la région correspondante. L'entrée en vigueur de cette mesure pour les véhicules d'occasion est prévue pour le 15 juin.
- La ministre de l'Enseignement supérieur, Valérie Pécresse annonce avoir demandé une enquête administrative sur les conditions de délivrance des diplômes à l'université de Toulon, « en particulier aux étudiants étrangers ».

### Jeudi16 avril 2009
Politique
- La ministre de la Santé, Roselyne Bachelot, annonce qu'une première version nationale du Dossier médical personnel (DMP), qui doit permettre à chaque assuré d'avoir un accès électronique à ses données de santé, serait déployée en 2010. Lancé en 2004, le DMP avait été présenté comme la pierre angulaire de la réforme de l'assurance maladie et devait être opérationnel dès 2007. Mais le projet a accumulé les déboires et les retards, et a suscité les réserves aussi bien des professionnels de santé que des associations de patients, ces derniers regrettant notamment des garanties insuffisantes sur la confidentialité des données.
- 25 chefs de service renommés de plusieurs hôpitaux parisiens ont signé un « appel des vingt-cinq », publié dans le Nouvel Observateur. Selon eux, cette loi « porte en elle la disparition » de la médecine hospitalière « au profit d'une médecine mercantile », et renforce les pouvoirs du directeur d'établissement qui « arrêtera le projet médical de l'établissement ». En réponse, la ministre de la Santé, Roselyne Bachelot dénonce dans Le Figaro, « une caricature » de son texte, estimant que le projet de réforme a été bâti « à partir des propositions des neuf cent mille personnes qui travaillent à l'hôpital », « La mauvaise gestion est la pire ennemie d'une médecine de qualité », « L'hôpital public a vu ses effectifs croître de 11,4 % les dix dernières années et de vingt-cinq mille personnes en son cœur et à la périphérie l'année dernière »[16].
- La Caisse des dépôts (CDC) annonce une perte nette 2008 de 1,468 milliard d'euros, sa première perte en près de 200 ans d'histoire, due à d'importantes provisions sur son portefeuille de participations.

Affaires diverses
- Licenciement d'un cadre de TF1 (responsable du pôle innovation Web) à cause de son hostilité exprimée contre le projet de loi "Hadopi" à sa député. Il a été viré pour un courriel d'ordre privé, et avant le vote final du projet de loi.
- L'ex-directeur des campagnes de Greenpeace France, Yannick Jadot, demande « la mise en examen d'EDF en tant que personne morale » ainsi que « la suspension immédiate » de son PDG, Pierre Gadonneix, après les nouvelles révélations  dans l'affaire d'espionnage informatique dont l'organisation écologiste  aurait été victime.

### Vendredi17 avril 2009
Politique
- La députée européenne Marine Le Pen se dit candidate à la succession de son père à la présidence du Front National. D'autre part elle accuse le président Nicolas Sarkozy de « faire le coup » de la sécurité à l'approche des élections européennes comme lors de la campagne présidentielle 2007 : « Il faut que Nicolas Sarkozy arrête de se moquer des Français. À chaque fois qu'une élection arrive, il fait des promesses sur des terrains dont il pense qu'il va tirer un bénéfice électoral [...] En réalité, en matière de sécurité, le constat est déplorable : l'insécurité est devenue dramatique, y compris dans la moindre des campagnes. C'est un cancer qui s'est métastasé dans toute la France »[17].

Affaires diverses
- Le groupe d'armement naval DCNS annonce la conception d'un navire destiné à la lutte contre la piraterie, alliant « le meilleur du civil et du militaire » pour répondre aux besoins des marines mondiales confrontées à la piraterie organisée, au narco-trafic ou à l'aide aux réfugiés. Il est doté d'un champ de vision à 360 degrés, d'un système de largage ultra-rapide pour embarcations de forces spéciales, d'un système de mise à l'eau rapide des embarcations des commandos, des canons à eau, d'une plate-forme pour hélicoptères adaptable pour des drones et des cellules de rétention[18].

### Samedi18 avril 2009
Affaires diverses
- Mort d'Yvon Bourges (87 ans), sénateur et ancien ministre gaulliste de la Défense de 1975 à 1980.
- Une opération conjointe de la police française et espagnole permet l'arrestation dans la région de Perpignan de Jurdan Martitegi, soupçonné d'être le principal dirigeant militaire de l'organisation séparatiste basque ETA, en remplacement de d'Aitzol Iriondo, arrêté en France le 8 décembre. 2 autres membres de l'ETA sont arrêtés avec lui. Parallèlement 6 autres membres de l'ETA ont été arrêtés au Pays basque espagnol. Ces arrestations ont, selon le ministre espagnol de l'Intérieur, Alfredo Perez Rubalcaba, permis de déjouer un attentat en préparation au Pays Basque espagnol.

### Dimanche19 avril 2009
Politique
- Le président du groupe PS à l'Assemblée, Jean-Marc Ayrault, affirme que c'est « le désespoir » qui conduit les salariés à séquestrer leurs patrons[19] : « C'est en désespoir de cause souvent qu'on occupe une entreprise et que l'on séquestre des patrons de façon non violente [...] Quand vous voyez que d'un côté, des patrons partent à la retraite avec des retraites chapeaux, des millions et des millions d'euros, dans le même temps, que des salariés voient leurs emplois disparaître, n'ont que des miettes en guise de licenciements, il y a de quoi être révolté, indigné. Ce n'est rien d'autre que cette réaction [...] c'est le désespoir qui conduit à cela, un fond de désespérance sociale et l'absence de dialogue et de négociation sociale [...] Pourquoi, dans un grand pays comme le nôtre, n'existe-t-il pas de vraie démocratie sociale ? C'est la question centrale ».

Affaires diverses
- Le trio Igor Jerman, Steve Martin et Gwen Martin, sur la moto Yamaha n°7, remporte la 32e édition des 24 Heures du Mans motocyclistes sur le circuit Bugatti, devant la Honda n°111 (Steve Plater, Sébastien Charpentier et Matthieu Lagrive) et la Suzuki n°1 (Vincent Philippe et Guillaume Dietrich et le Barry Veneman).

### Lundi20 avril 2009
Affaires diverses
- Selon l'Observatoire national de la délinquance, le nombre de vols à main armée avec armes à feu a augmenté de 23 %, entre avril 2008 et mars 2009, par rapport à la même période des douze mois précédents. Ces vols concernent « en premier lieu des établissements industriels ou commerciaux qui incluent par exemple les braquages de commerces de proximité comme les supérettes, les tabacs ou les pharmacies ». D'autre part, le rapport note l'augmentation de 2,69 % des faits élucidés par policiers et gendarmes et de celle des gardes à vue de 2,55 %.

### Mardi21 avril 2009
Économie
- Selon les chambres régionales du surendettement social, 79 % des Français ont contracté des crédits pour faire face aux dépenses de la vie courante, et 65 % sont surendettés pour avoir contracté trop de crédits, et 19 % estiment que leur situation est due à une mauvaise gestion et de dépenses non nécessaires, alors qu'un projet de loi pour mieux encadrer le crédit doit être présenté mercredi en Conseil des ministres.
- En 2008, le secteur des transports a perdu 1 580 entreprises liquidées ou mises en redressement judiciaire.

Affaires diverses
- 5 personnes membres d'un groupe terroriste lié au FLNC-UC (Union des combattants) sont interpellés par la police. Ils sont soupçonnés d'être responsables d'une série d'actions violentes à Ajaccio en 2007 et 2008.
- La police démantèle un réseau d'une dizaine de passeurs à Calais à la suite d'une intervention sur 4 sites sensibles où près de 150 immigrés illégaux ont été interpellés plus 44 autres sur des aires d'autoroute.

### Mercredi22 avril 2009
Économie
- Le nombre de créations d'entreprises en France a augmenté de 43,2 % au premier trimestre 2009 par rapport à celui de 2008 essentiellement grâce au nouveau statut d'auto-entrepreneur qui permet aux salariés, chômeurs, retraités ou étudiants de développer une activité à titre principal ou complémentaire pour augmenter leurs revenus, avec des démarches simplifiées. Selon le secrétaire d'État chargé des PME, Hervé Novelli, au 20 avril, 145 000 personnes ont adopté ce statut. Les secteurs qui contribuent le plus à cette hausse sont les activités de services, le commerce et la construction.
- En 2008, la Banque de France a enregistré 188 485 dépôts de dossiers, un record, dont 158 940 ont été jugés recevables. La ministre de l'Économie, Christine Lagarde, présente un projet de loi encadrant le crédit à la consommation, afin notamment de mieux prévenir le surendettement des ménages. La réforme vise particulièrement le crédit renouvelable ou « revolving » présent dans 85 % des dossiers de surendettement.
- Le fabricant de câbles Nexans annonce la suppression de plus de 1 000 emplois en Europe de l'Est, en Allemagne et au Canada en raison du « contexte économique difficile ».
- Le groupe BiC (papeterie, stylos, briquets jetables, rasoirs) annonce la suppression de quelque 600 emplois dans le monde, soit à peu près 7 % de ses effectifs, essentiellement aux États-Unis et dans le sud de l'Europe.
- Le groupe américain de semi-conducteurs Freescale annonce son intention de fermer son usine de Toulouse qui emploie 1 900 personnes dont 700 ingénieurs et cadres. Il a aussi annoncé la fermeture de son usine de Sendai au Japon.

Affaires diverses
- Le réseau « Sortir du nucléaire » dénonce la découverte de « nombreuses malfaçons » sur le chantier du réacteur nucléaire EPR à Flamanville (Manche), des "écarts" de la part d'EDF et de ses sous-traitants dont l'Autorité de sûreté nucléaire (ASN) a relativisé la gravité : « Les erreurs et les malfaçons font que ce réacteur, s'il entre un jour en service, sera encore plus dangereux que l'on pouvait craindre. L'Autorité de sûreté nucléaire (ASN) a mis en ligne quatre rapports d'inspection qui attestent de la gravité de la situation ». l'Autorité avait eu en décembre dernier « un doute » sur la qualité finale des soudures réalisées sur le liner, une peau métallique de 6 mm d'épaisseur qui englobera le futur réacteur et sera une des barrières à la radioactivité[20].
- La polémique se développe au sujet de l'application de la loi Evin de 1991, qui interdit "toute publicité, directe ou indirecte" pour le tabac et l'alcool, dans le cas des œuvres artistiques et cinématographiques[21].
- Selon les conclusions de la 3e Semaine européenne de la vaccination, les Français ne se vaccinent pas assez. Cette « insuffisance vaccinale » serait à l'origine d'une recrudescence de la rougeole depuis l'an dernier, avec près de 600 cas déclarés en 2008, contre 40 en 2007 et 44 en 2006[22].

### Jeudi23 avril 2009
Politique
- Ouverture du 81e congrès de l'UNEF, première organisation étudiante, à Marseille jusqu'à dimanche. Il doit se consacrer essentiellement aux réponses à apporter à la crise pour la jeunesse ainsi qu'aux possibilités d'alliances avec les syndicats de salariés.
- Ouverture du « grenelle des ondes » avec l'ambition affichée du gouvernement de réduire la confrontation entre opérateurs de téléphonie mobile et écologistes. Cette table ronde « radiofréquences, santé et environnement » tenue au ministère de la Santé a pour objectif d'identifier des mesures à prendre pour répondre aux inquiétudes grandissantes dans la population sur l'impact des ondes sur la santé[23].

Affaires diverses
- Le Conseil d'État confirme l'annulation des élections municipales de 2008 à Perpignan, à la suite de la « fraude à la chaussette » révélée lors ce scrutin, qui avait abouti à la réélection du sénateur-maire UMP Jean-Paul Alduy. L'élection avait été invalidée en octobre dernier par le tribunal administratif de Montpellier, estimant que le résultat des opérations de vote dans un bureau de Perpignan « ne pouvait être considéré comme sincère eu égard à la manœuvre frauduleuse » constatée le jour du scrutin compte tenu du faible écart - 574 voix d'avance pour la liste Alduy sur un total de 41 983 suffrages exprimés.
- Selon une étude de la Drees (statistiques des ministères sociaux), le revenu moyen des médecins libéraux s'est établi à 86 300 euros en 2007, mais il varie du simple au triple entre les différentes spécialités. Ce revenu moyen représente ce que perçoivent les médecins libéraux une fois prises en compte leurs charges professionnelles (frais de personnel, loyer du local professionnel ou achats de fournitures) et leurs cotisations sociales personnelles. Ces revenus nets ont augmenté en moyenne, toutes spécialités confondues, de +2,1 % en termes réels, c'est-à-dire en tenant compte de l'inflation, par rapport en 2006. Selon la Drees, ce sont davantage les montants des tarifs que le volume de l'activité des médecins qui expliquent cette progression.
- La gendarmerie annonce le démantèlement d'un « important trafic de produits contrefaits lié à la criminalité organisée » irriguant la Moselle. Quelque 4 000 biens contrefaits ont été saisis et 26 personnes ont été interpellées, 11 ont été mises en examen pour « importation, détention, transport et vente en bande organisée de marchandises présentées sous des marques contrefaites » et 6 ont été écrouées[24].
- Le nageur Alain Bernard bât le record du monde du 100 m nage libre en 46 secondes 94/100 en demi-finales des Championnats de France de natation, à Montpellier.

### Vendredi24 avril 2009
Affaires diverses
- La judokate Frédérique Jossinet remporte au championnat d'Europe de judo à Tbilissi la médaille d'or dans la catégorie des -48 kg.

### Samedi25 avril 2009
Économie
- Selon le directeur général de la Caisse des dépôts, Augustin de Romanet, le nombre de PME françaises, déjà touchées par la crise, sont en plus pénalisées par leur manque de fonds propres, qui les fragilise encore davantage face aux banquiers, aux impayés et aux pertes, au point parfois de menacer leur existence[25].
- Le secrétaire d'État au Commerce, Hervé Novelli, annonce que les restaurateurs, qui vont bénéficier d'une baisse de la TVA à 5,5 %, devraient proposer à leurs clients des diminutions de prix « qui devraient être supérieures à 10 % ». Elles « concerneront une liste de produits visibles et ciblés tels que les entrées, le plat du jour et l'emblématique café noir », en précisant que les boissons alcoolisées resteront taxées à 19,6 %.

Affaires diverses
- Mort du généticien français d'origine polonaise, Piotr Slonimski (86 ans), médaille d'or du CNRS 1985 pour ses « contributions majeures au développement de la biologie moléculaire », membre de l’Académie des sciences, professeur à l'Université Pierre-et-Marie-Curie (Paris-VI) où il a enseigné durant 25 ans, jusqu'en 1991. Ses travaux ont abouti à d'autres découvertes décisives. Elles concernent notamment les mécanismes d'interaction entre molécules d'ADN, la régulation de l'expression des gènes responsables de l'adaptation respiratoire cellulaire et les interactions entre le noyau et le cytoplasme de la cellule[26].
- La judokate Lucie Decosse remporte au championnat d'Europe de judo à Tbilissi l'or et son quatrième titre de championne d'Europe, son premier dans la catégorie des -70 kg.
- Un hélicoptère de la sécurité civile s'écrase en Haute-Corse au sud-ouest de Bastia à 19 h 35. Les 4 passagers ainsi qu'un nouveau-né trouvent la mort.

### Dimanche26 avril 2009
Politique
- La ministre de l'Enseignement supérieur, Valérie Pécresse, dénonce la position du Parti socialiste sur les mouvements de grève dans certaines universités[27].

Affaires diverses
- Mort de l'animatrice de radio Macha Béranger (67 ans), devenue une légende de la radio en animant des émissions les nuits sur France Inter de 1977 à 2006.
- Palmarès des Molières 2009 : Patrick Chesnais (comédien) pour son rôle dans « Cochons d'Inde », Anne Alvaro (comédienne) pour son rôle dans « Gertrude (le Cri) », Roland Bertin (comédien second rôle) dans « Coriolan », Monique Chaumette (comédienne second rôle) dans « Baby Doll », Christian Schiaretti pour sa mise en scène de « Coriolan »[28].
- Le Français Sébastien Loeb  et son copilote monégasque Daniel Elena (Citroën C4) remportent à Cordoba, le rallye  d'Argentine pour la 5e année d'affilée, devant l'Espagnol Dani Sordo et le Norvégien Henning Solberg  (Ford Focus).

### Lundi27 avril 2009
Politique
- Le ministre de l'Immigration, Éric Besson déclare vouloir lutter contre les mariages de complaisance entre des Français et des  étrangers dans le but de permettre au conjoint immigré d'obtenir un titre de séjour. Selon le ministre, l’acquisition de la nationalité française par mariage représente un tiers du nombre annuel de naturalisations, et près d’un mariage sur trois est un mariage mixte. La délivrance de titres de séjour à des conjoints de Français représente chaque année 70 % des titres de séjours délivrés à des étrangers souhaitant séjourner durablement sur le territoire national[29].

Économie
- Le nombre de chômeurs inscrits à Pôle emploi en métropole fin mars se monte à 3,48 millions (+77000, catégories A, B, C), incluant ceux ayant une activité réduite, soit 1,03 million de personnes. Aucune embellie n'est attendue avant fin 2010, dans l'hypothèse d'une reprise économique fin 2009.

Affaires diverses
- Début d'une polémique entre la Société générale et le journal Libération qui accuse la banque d'avoir caché des pertes pour un montant entre 5 et 10 milliards d'euros dans sa filiale « Société générale Asset Management Alternative Investments ». La banque affirme que le journal fait la confusion entre des pertes et des transferts d'actifs et que les montants en question correspondent à des actifs financiers transférés de la filiale vers la maison-mère pour un montant de 11,2 milliards d'euros.
- Corse : Deux militants indépendantistes, dont un membre de l'exécutif de Corsica Libera, ont été interpellés dans la région de Porto-Vecchio (sud) pour « participation à une association de malfaiteurs en vue de la préparation d'actes terroristes » dans le cadre de leur participation à une conférence de presse du mouvement armé FLNC-UC, un des principaux mouvements indépendantistes armés.

### Mardi28 avril 2009
Politique
- Les députés votent une aggravation des peines de prison (de 2 à 5 ans de prison) et d'amende (de 30 000 euros à 75 000 euros), encourues par les personnes coupables « d'atteinte sexuelle incestueuse » commise sur un mineur de plus de 15 ans, « sans violence, contrainte, menace, ni surprise commise par un ascendant légitime, naturel ou lorsqu'elle sont commises par une personne qui abuse de l'autorité que lui confère ses fonctions ».

Économie
- Le nombre de mises en chantier de logements neufs a reculé de 32,6 % entre janvier et mars 2009, comparé à la même période un an plus tôt, et le nombre de permis de construire s'est replié de 19,1 %.
- Selon la présidence, la France devrait pouvoir appliquer le taux réduit de TVA à 5,5 % dans la restauration à partir du 1er juillet, après avoir obtenu en mars l'accord de ses partenaires européens sur cette réduction, grâce à un compromis fiscal après des années de tractations difficiles, notamment avec l'Allemagne. En échange de cette baisse, le gouvernement français a demandé au secteur de s'engager à baisser les prix et à créer des emplois.
- Le constructeur automobile Renault annonce au comité central d'entreprise vouloir céder un milliard d'euros d'actifs immobiliers afin d'améliorer sa situation financière et retrouver un flux positif de trésorerie, avec à la clé des mesures d'économies, une baisse des investissements et des réductions d'effectifs. L'endettement du groupe s'est accru de 5,9 milliards d'euros en 2008 pour s'établir à 7,9 milliards. Renault a bénéficié d'un prêt de l'État de trois milliards d'euros en échange de l'engagement de ne pas procéder à un plan social, ni à des fermetures d'usine.

Affaires diverses
- Le secrétaire d'État à l'Emploi, Laurent Wauquiez, annonce le recrutement de 1 800 agents supplémentaires pour le Pôle emploi.
- Selon le PDG du laboratoire Roche, la France est bien protégée contre une éventuelle pandémie de grippe H1N1, les stocks de Tamiflu et de Relenza, médicaments recommandés par l'OMS contre le virus, couvrant « plus de la moitié de la population ».
- La brigade des stupéfiants démantèle un trafic de cannabis entre le Maroc et la France, qui aurait alimenté la capitale. 3 hommes ont été interpellés et une demi-tonne de résine de cannabis a été saisie.

### Mercredi29 avril 2009
Affaires diverses
- Le président Nicolas Sarkozy annonce  environ 35 milliards d'euros d'investissements dans les transports en Ile-de-France, dans le cadre de la présentation de ses projets pour le « Grand Paris », souhaitant que les premiers travaux démarrent « dès 2012 », l'objectif étant de les mener à bien « dans les douze ans qui viennent ». Parmi les travaux : le projet de métro automatique rapide autour de Paris reliant les pôles d'activité économique (Roissy, Orly, La Défense, Saclay, Massy, Clichy-Montfermeil, Noisy ...) et les principaux centres d'habitat, complété par un réseau « secondaire » reliant les RER, les tramways et les métros, pour assurer une desserte fine de la région. Les travaux intègrent aussi une grande partie du « plan de mobilisation » du président socialiste du conseil régional d'Ile-de-France, Jean-Paul Huchon.
- Ouverture du procès de Youssouf Fofana et de 26 complices du rapt et de la séquestration d'Ilan Halimi, un jeune vendeur juif assassiné après trois semaines de calvaire début 2006.

### Jeudi30 avril 2009
Politique : 
- Publication de la première liste officielle des bénéficiaires de la Politique agricole commune (PAC) en France. Ces aides publiques d'un montant de 10,39 milliards vont en premier aux industries de l'agroalimentaire, aux producteurs de riz et aux associations caritatives devant les agriculteurs.

Affaires diverses
- Montpellier est assuré de devenir champion de France de handball pour la onzième fois après sa victoire sur Aurillac.